# O. Alan Weltzien
Oliver Alan Weltzien (* 27. Oktober 1952 in Seattle) ist ein US-amerikanischer Literaturwissenschaftler. Er lehrte bis 2020 als Professor für Anglistik an der University of Montana – Western in Dillon.

## Leben
Weltzien studierte zunächst am Whitman College in Walla Walla, Washington, und schloss 1974 die University of Virginia mit dem Master of Arts ab. Seine Arbeit widmete sich dabei dem Thema The play of language in ‚The playboy of the western world‘ von John Millington Synge. Ab 1980 lehrte er am Ferrum College in Virginia und promovierte 1982 an der University of Virginia in Anglistik mit einer Arbeit zu Nathaniel Hawthorne. Von 1986 bis 1991 war er als außerordentlicher Professor am Ferrum College tätig und lehrte von 1991 bis 2020 als Professor für Anglistik am Western Montana College (heute The University of Montana – Western) der University of Montana in Dillon. Im Jahr 2020 wurde ihm der Titel Professor emeritus der University of Montana – Western verliehen.
Weltzien erhielt zwei Fulbright-Stipenien (Polen 1989–1990 sowie Bulgarien 1997–1998). Als Gastdozent lehrte er 2003 an der Charles Sturt University in New South Wales, Australien.
Weltzien beschäftigt sich in seiner Forschung mit amerikanischer Literatur, mit besonderem Fokus auf dem amerikanischen Westen und Literatur aus und über Montana. Er gilt als Experte für Leben und Werk des Schriftstellers Thomas Savage und war an der Wiederveröffentlichung zweier Werke des Autors wesentlich beteiligt: Für Savages The Pass (NeuVÖ 2009) und Lona Hanson (NeuVÖ 2011) steuerte er auch das Vorwort bei. Im Jahr 2020 veröffentlichte er mit Savage West die erste umfassende Biografie zu Leben und Werk von Thomas Savage. Neben Sachbüchern und Essays unter anderem zu Rick Bass (* 1958) und Norman Maclean verfasste Weltzien auch mehrere Gedichtbände und veröffentlichte mit A Father and an Island: Reflections on Loss 2008 eine Autobiografie.

## Publikationen (Auswahl)
- 1998: Rick Bass. Boise State University
- 2003: Coming to McPhee country : John McPhee and the art of literary nonfiction. University of Utah Press (mit Susan Naramore Maher)
- 2008: The Norman Maclean Reader, 1902–1990. University of Chicago Press
- 2008: A Father and an Island: Reflections on Loss. Lewis-Clark Press (Biografie)
- 2011: To Kilimanjaro and Back. Stephen F. Austin State University Press (Gedichte)
- 2013: The Snowpeaks. FootHills Publishing (Gedichte)
- 2016: Exceptional Mountains. A Cultural History of the Pacific Northwest Volcanoes. University of Nebraska Press
- 2016: Rembrandt in the Stairwell. FootHills Publishing (Gedichte)
- 2017: The Comfort Pathway : Walking and Writing Through Death and Grief. FootHills Publishing (Gedichte)
- 2020: Savage West. The Life and Fiction of Thomas Savage. University of Nevada Press